# ماريو سانتياغو (لاعب كرة قاعدة)
ماريو سانتياغو (بالإنجليزية: Mario Santiago)‏ هو لاعب كرة قاعدة أمريكي، ولد في 16 ديسمبر 1984 في ويامة ‏ في الولايات المتحدة.

## وصلات خارجية
- ماريو سانتياغو على موقع دوري كرة القاعدة الرئيسي (الإنجليزية)
- ماريو سانتياغو على موقع الدوري الياباني لكرة القاعدة (الإنجليزية)
- ماريو سانتياغو على موقع دوري كوريا الجنوبية لكرة القاعدة (الإنجليزية)
- ماريو سانتياغو على موقعبيزبول رفرنس.كوم (الدوري الثانوي) (الإنجليزية)
- ماريو سانتياغو على موقع إي إس بي إن.كوم (أم.أل.بي) (الإنجليزية)
- ماريو سانتياغو على موقع مشجعي الرسوم البيانية (الإنجليزية)